# André Durussel
Pour les articles homonymes, voir Durussel.
André Durussel, né à Lausanne le 24 septembre 1938, est un écrivain, poète et essayiste suisse originaire du canton de Vaud.

## Biographie
D'origine vaudoise et alsacienne par sa grand-mère maternelle, André Durussel passe son enfance à la vallée de Joux, puis à La Rippe-sur-Nyon et au Mont-sur-Lausanne.
Une fois son CFC de mécanicien-électricien obtenu, il passe trois années à Lucerne, puis suit une formation complémentaire d'opérateur de réacteur nucléaire à l'Institut Paul Scherrer à Würenlingen. Il est ensuite engagé dans la centrale nucléaire à Lucens. Diplômé en 1968 du Séminaire de culture théologique de Lausanne, il devient dessinateur-constructeur à Gland, Lausanne et Moudon (Fonderie Gisling) et enfin documentaliste-archiviste auprès de Énergie Ouest Suisse à Lausanne de 1983 à octobre 2000.
Fondateur et animateur de la revue culturelle ESPACES de 1975 à décembre 2000. Membre de la Fondation C.F. Ramuz à Pully et des Amis de Ramuz à Tours, des Amis de Gustave Roud (AAGR), de l'Ads et de l'Association de soutien des Archives littéraires suisses (ALS/SLA) à Berne, il écrit des poèmes L'épine noire, Jonas retranché, des essais Georges Borgeaud, Journal d'Héli, des nouvelles Notre Marienbad, des œuvres musicales, livret pour Le signe de Sarepta de Dominique Gesseney-Rappo et L'Alouette des hauts-jardins de Bernard Schulé.

## Sources
- « André Durussel », sur la base de données des personnalités vaudoises sur la plateforme « Patrinum » de la Bibliothèque cantonale et universitaire de Lausanne.
- Anne-Lise Delacrétaz, Daniel Maggetti, Écrivaines et écrivains d'aujourd'hui, p. 97
- André Durussel sur viceversalitterature.ch
- A D S - Autorinnen und Autoren der Schweiz - Autrices et Auteurs de Suisse - Autrici ed Autori della Svizzera
- Site web d'André Durussel - Pages de Sel - pagesdesel.ch